# Giải bóng đá nữ Cúp Quốc gia 2019
Giải bóng đá nữ Cúp Quốc gia 2019 hay còn gọi Giải bóng đá Nữ Cúp Quốc gia – Cúp LS 2019 là giải bóng đá chỉ dành cho nữ được tổ chức lần đầu tiên của giải bóng đá nữ Cúp Quốc gia diễn ra từ ngày 22 tháng 5 đến ngày 31 tháng 5 năm 2019.

## Phương thức thi đấu
Tại giải bóng đá Nữ Cúp Quốc gia, 06 đội sẽ chia hai bảng (03 đội/bảng) thi đấu vòng tròn 01 lượt để tính điểm, xếp hạng. Đội xếp thứ Nhất ở hai bảng thi đấu trận Chung kết, Đội xếp thứ Nhì ở hai bảng thi đấu tranh hạng Ba, Đội xếp thứ Ba ở hai bảng thi đấu tranh hạng Năm.

## Các đội tham dự
| Số thứ tự | Bảng A                    | Bảng B                   |
| --------- | ------------------------- | ------------------------ |
| 1         | Hà Nội                    | Thành phố Hồ Chí Minh II |
| 2         | Sơn La                    | TNG Thái Nguyên          |
| 3         | Trẻ Thành phố Hồ Chí Minh | Phong Phú Hà Nam         |

## Giải thưởng
Giải bóng đá Nữ Cúp Quốc gia – Cúp LS 2019 bao gồm các giải thưởng với cơ cấu và mức thưởng như sau:
| Số thứ tự | Vòng đấu                                  | Tiền thưởng     |
| --------- | ----------------------------------------- | --------------- |
| 1         | Đội vô địch                               | 100.000.000 VND |
| 2         | Đội thứ Nhì                               | 80.000.000 VND  |
| 3         | Đội thứ Ba                                | 50.000.000 VND  |
| 4         | Giải phong cách                           | 20.000.000 VND  |
| 5         | Cầu thủ xuất sắc nhất giải                | 10.000.000 VND  |
| 6         | Cầu thủ ghi nhiều bàn thắng nhất giải     | 10.000.000 VND  |
| 7         | Thủ môn xuất sắc nhất giải                | 10.000.000 VND  |
| 8         | Tổ trọng tài hoàn thành xuất sắc nhiệm vụ | 10.000.000 VND  |

## Vòng bảng

### Bảng A
| Hà Nội                                                                                          | 7–0      | Sơn La |
| ----------------------------------------------------------------------------------------------- | -------- | ------ |
| Phạm Hải Yến 8', 11', 17', 19' · Nguyễn Kim Anh 76' · Nguyễn Thị Nga 88' · Nguyễn Thị Hoa 90+1' | Chi tiết |        |

| Trẻ Thành phố Hồ Chí Minh         | 2–5      | Sơn La                                                                                         |
| --------------------------------- | -------- | ---------------------------------------------------------------------------------------------- |
| Nguyễn Thị Thúy Phương 25', 45+1' | Chi tiết | Lò Thị Hạnh 7' · Trần Thị Thu Hường 31', 88' · Trương Thị Hồng Hạnh 53' · Hà Thị Ngọc Uyên 66' |

| Hà Nội                                                       | 4–0      | Trẻ Thành phố Hồ Chí Minh |
| ------------------------------------------------------------ | -------- | ------------------------- |
| Phạm Hải Yến 32', 47' · Bùi Thị Trang 55' · Vũ Thị Nhung 77' | Chi tiết |                           |

| VT | Đội                       | ST | T | H | B | BT | BB | HS  | Đ | Phân hạng    |
| -- | ------------------------- | -- | - | - | - | -- | -- | --- | - | ------------ |
| 1  | Hà Nội                    | 2  | 2 | 0 | 0 | 11 | 0  | +11 | 6 | Chung kết    |
| 2  | Sơn La                    | 2  | 1 | 0 | 1 | 5  | 9  | −4  | 3 | Tranh hạng 3 |
| 3  | Trẻ Thành phố Hồ Chí Minh | 2  | 0 | 0 | 2 | 2  | 9  | −7  | 0 | Tranh hạng 5 |

### Bảng B
| Phong Phú Hà Nam                                                                                  | 5–0      | TNG Thái Nguyên |
| ------------------------------------------------------------------------------------------------- | -------- | --------------- |
| Đỗ Thị Nguyên 7' · Nguyễn Thị Tuyết Dung 15', 78' · Nguyễn Thị Quỳnh 26' · Lê Thu Thanh Hương 70' | Chi tiết |                 |

| Thành phố Hồ Chí Minh II | 1–1      | TNG Thái Nguyên        |
| ------------------------ | -------- | ---------------------- |
| Nguyễn Thị Kim Yên 5'    | Chi tiết | Nguyễn Thùy Linh 90+2' |

| Phong Phú Hà Nam                                                                                 | 5–0      | Thành phố Hồ Chí Minh II |
| ------------------------------------------------------------------------------------------------ | -------- | ------------------------ |
| Nguyễn Thị Nụ 23' · Nguyễn Thị Hồng Cúc 40', 58' · Nguyễn Thị Tuyết Dung 45+2' · Vũ Thị Thúy 56' | Chi tiết |                          |

| STT | Đội bóng                 | Tr | T | H | B | Bt | Bb | Hs  | Tv | Tđ | Điểm | Kết quả      |
| --- | ------------------------ | -- | - | - | - | -- | -- | --- | -- | -- | ---- | ------------ |
| 1   | Phong Phú Hà Nam         | 2  | 2 | 0 | 0 | 10 | 0  | +10 | 0  | 0  | 6    | Chung kết    |
| 2   | TNG Thái Nguyên          | 2  | 0 | 1 | 1 | 1  | 6  | -5  | 1  | 0  | 1    | Tranh hạng 3 |
| 3   | Thành phố Hồ Chí Minh II | 2  | 0 | 1 | 1 | 1  | 6  | -5  | 1  | 0  | 1    | Tranh hạng 5 |

- Ghi chú: Bốc thăm xác định vị trí 2-3 của bảng B vào lúc 14h00 ngày 29 tháng 5 năm 2019 tại trụ sở VFF xác định TNG Thái Nguyên hạng hai và Thành phố Hồ Chí Minh II hạng ba.[4]

## Tranh hạng 5
| Trẻ Thành phố Hồ Chí Minh | 0–4      | Thành phố Hồ Chí Minh II |
| ------------------------- | -------- | ------------------------ |
|                           | Chi tiết |                          |

## Tranh hạng 3
| Sơn La          | 1–2      | TNG Thái Nguyên              |
| --------------- | -------- | ---------------------------- |
| Lê Hồng Vân 53' | Chi tiết | Nguyễn Thị Chuyền 66', 90+3' |

## Trận chung kết
| Hà Nội | 0–1      | Phong Phú Hà Nam |
| ------ | -------- | ---------------- |
|        | Chi tiết | Vũ Thị Thúy 61'  |

## Tốp ghi bàn
Tính đến 31 tháng 5 năm 2019
| Thứ hạng | Cầu thủ                | Câu lạc bộ                | Số bàn thắng |
| -------- | ---------------------- | ------------------------- | ------------ |
| 1        | Phạm Hải Yến           | Hà Nội                    | 6            |
| 2        | Nguyễn Thị Tuyết Dung  | Phong Phú Hà Nam          | 3            |
| 3        | Nguyễn Thị Hồng Cúc    | Phong Phú Hà Nam          | 2            |
| 3        | Nguyễn Thị Thúy Phương | Trẻ Thành phố Hồ Chí Minh | 2            |
| 3        | Trần Thị Thu Hường     | Sơn La                    | 2            |
| 3        | Vũ Thị Thúy            | Phong Phú Hà Nam          | 2            |
| 3        | Nguyễn Thị Chuyền      | TNG Thái Nguyên           | 2            |

## Kết quả chung cuộc
- Giải Nhất: Phong Phú Hà Nam
- Giải Nhì: Hà Nội
- Giải Ba: TNG Thái Nguyên
- Giải phong cách: Trẻ TP.HCM
- Cầu thủ xuất sắc nhất giải: Phạm Thị Hải Yến (số 12 CLB Hà Nội)
- Cầu thủ ghi bàn nhiều nhất: Phạm Thị Hải Yến (số 12 CLB Hà Nội, 6 bàn)
- Thủ môn xuất sắc nhất: Lại Thị Tuyết (số 1 CLB Phong Phú Hà Nam)

## Truyền hình
- VTV6, VTV6 HD, Youtube VFF Channel, Next Sport.